# Пасіка (Борисовський район)
Пасіка (біл. вёска Пасека) — село в складі Борисовського району Мінської області, Білорусь. Село підпорядковане Пригородницькій сільській раді, розташоване в північно-східній частині області.